# Städtische Bühne Lahnstein
Die Städtische Bühne Lahnstein wurde 1998 eröffnet. Sie hat ihren Sitz im Nassau-Sporkenburger Hof im Ortsteil Niederlahnstein, einem in den Jahren 1992 bis 1997 restaurierten Märkerhof.

## Nassau-Sporkenburger Hof

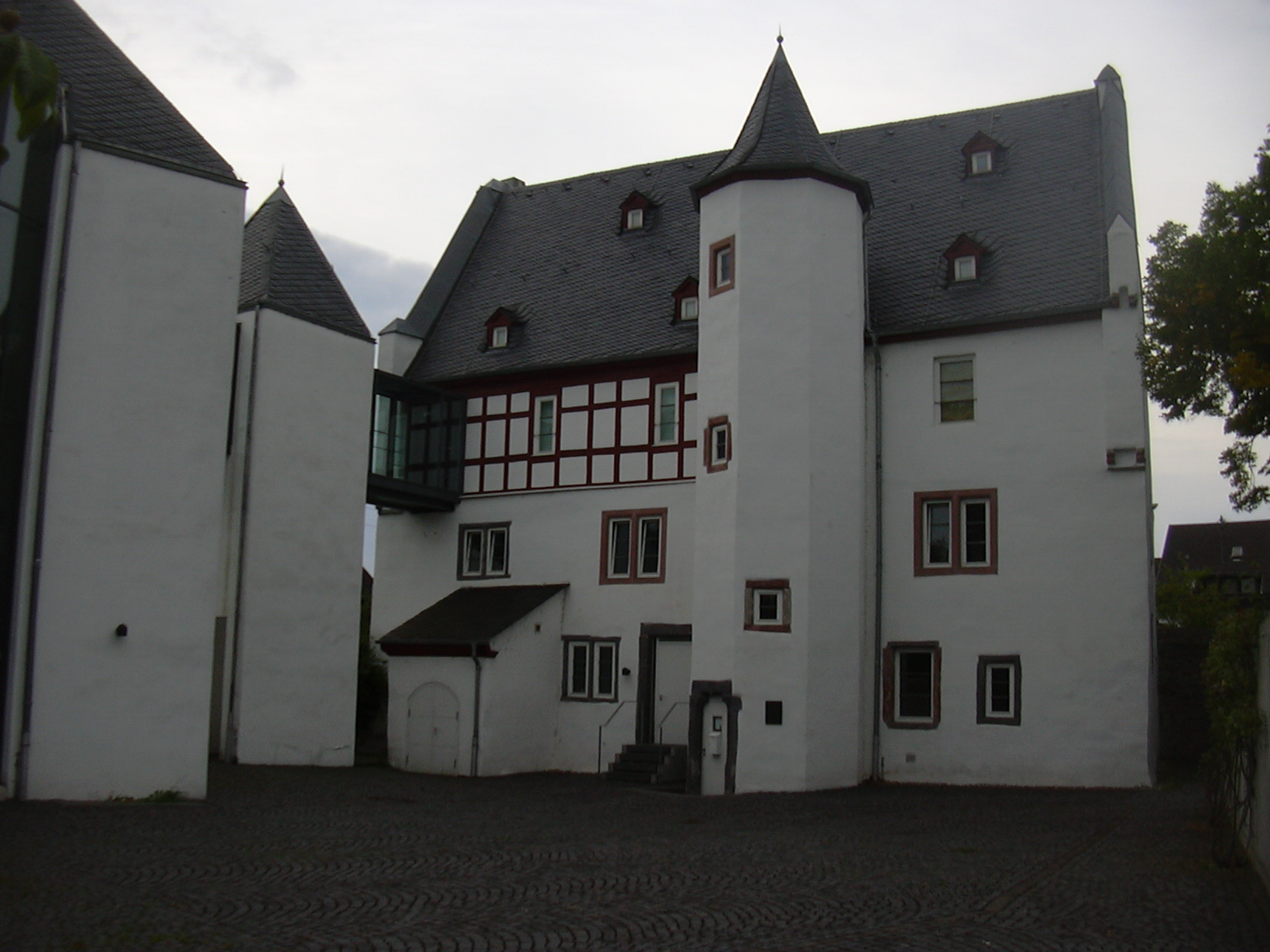
Der Nassau-Sporkenburger Hof

Der dreiachsige spätgotische Bau, dessen Kern aus dem 14. Jh. stammt, hat einen achteckigen Treppenturm mit Spitzhelm, der über das Satteldach hinausragt. Das Obergeschoss ist teilweise in Fachwerk ausgeführt. Über eine verglaste Galerie ist ein neuer Seitentrakt mit einem gläsernen Mittelrisaliten angegliedert. An der Rückfront liegt ein kleiner Garten mit Weinrebe.
Von 1527 an diente der Hof fast ein Jahrhundert lang den Grafen von Nassau-Sporkenburg als Wohnsitz. Hier handelt es sich um Nachfahren der Grafen von Helfenstein, die ihren Stammsitz auf der Sporkenburg unterhielten. Die nicht mit dem Haus Nassau verwandten Brüder Johann und Quirin von Nassau, der Hofmeister in Trier war, hatten 1503 die Helfenstein’schen Besitzungen erworben. Der Letzte dieser Linie, Heinrich von Nassau-Sporkenburg, der Chorbischof von Dietkirchen war, verstarb 1601.
Zusammen mit dem Heimbachhaus und „Wirtshaus an der Lahn“ ist der  Nassau-Sporkenburger Hof einer der letzten erhaltenen mittelalterlichen Adelshöfe in Lahnstein.

## Veranstaltungen

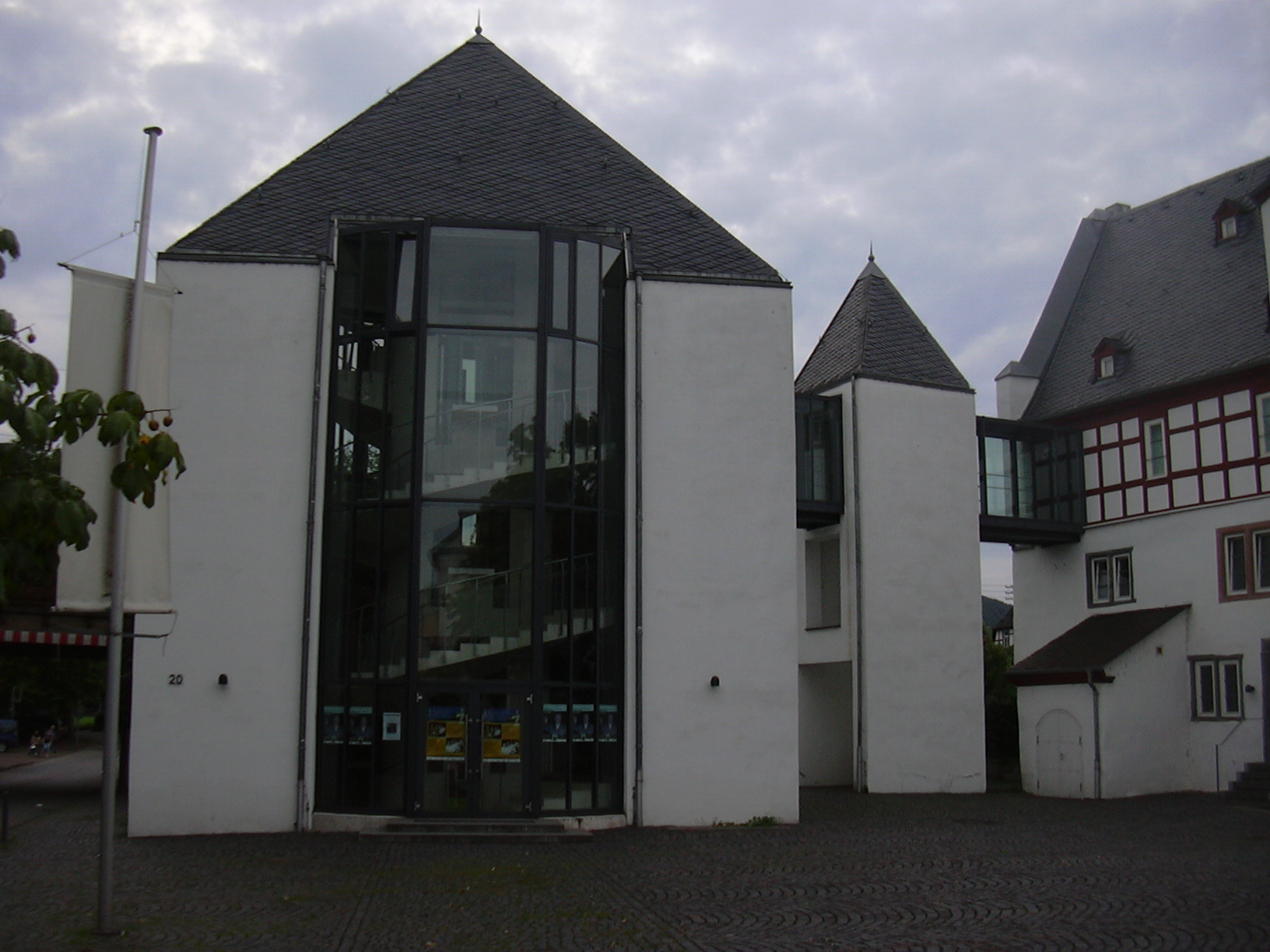
Eingangsbereich zum Theater in neuem Seitentrakt

Die Städtische Bühne Lahnstein bietet klassische Komödie, Volkstheater, Weihnachtsmärchen, kleine Konzerte, Musical, Kabarettabende, Literaturlesungen sowie Wechselausstellungen heimischer und überregionaler Künstler. Pro Saison sind ca. 7 bis 10 Stücke im Angebot. Hinzu kommen vereinzelt Gastspiele.
Die Städtische Bühne organisiert im Sommer auch die Burgfestspiele vor der Johanniskirche.
Nach der Entlassung von Intendant Friedhelm Hahn am 23. Dezember 2022 wurde Arina Horre (* 1969) im Januar 2023 künstlerische Interimsleiterin.